# Úhřetická Lhota
Úhřetická Lhota är en ort i Tjeckien.   Den ligger i regionen Pardubice, i den centrala delen av landet, 100 km öster om huvudstaden Prag. Úhřetická Lhota ligger 243 meter över havet och antalet invånare är 217.
Terrängen runt Úhřetická Lhota är platt, och sluttar norrut.Runt Úhřetická Lhota är det ganska tätbefolkat, med 104 invånare per kvadratkilometer. Närmaste större samhälle är Pardubice, 9,0 km nordväst om Úhřetická Lhota. Trakten runt Úhřetická Lhota består till största delen av jordbruksmark.